# Hipposideros abae
Hipposideros abae (Allen, 1917) è un pipistrello della famiglia degli Ipposideridi diffuso nell'Africa occidentale ed centrale.

## Descrizione

### Dimensioni
Pipistrello di medie dimensioni, con la lunghezza totale tra 87 e 107 mm, la lunghezza dell'avambraccio tra 54 e 65 mm, la lunghezza della coda tra 28 e 40 mm, la lunghezza del piede tra 7 e 13 mm, la lunghezza delle orecchie tra 18 e 24 mm e un peso fino a 19 g.

### Aspetto
La pelliccia è lunga, densa e fine. Le parti dorsali sono bruno-nerastre con le spalle più chiare, mentre le parti ventrali sono più chiare, particolarmente sulla gola. È presente una fase completamente arancione. Le orecchie sono grandi, larghe, triangolari e con una concavità sul bordo posteriore appena sotto l'estremità appuntita, mentre l'antitrago è superficiale e con un lobo ispessito all'estremità. La foglia nasale presenta una porzione anteriore larga con tre fogliette supplementari sui lati, un setto nasale poco sviluppato e una porzione posteriore con una struttura trasversale ben sviluppata ma priva di setti. I maschi hanno una sacca ghiandolare sulla fronte con l'apertura orizzontale e con delle linguette anteriori che ricoprono dei ciuffi di peli rigidi, i quali sono presenti anche nelle femmine. Le membrane alari sono marroni scure. La coda è lunga e si estende leggermente oltre l'ampio uropatagio. Il primo premolare superiore è piccolo e situato fuori la linea alveolare.

## Biologia

### Comportamento
Si rifugia in piccoli o grandi gruppi all'interno di grotte, crepacci, tra ammassi rocciosi e in tane di altri animali. Talvolta si rifugia vicino al terreno. 

### Alimentazione
Si nutre di insetti.

### Riproduzione
Nascite sono state osservate nel mese di marzo in Uganda ma i periodi riproduttivi non sono completamente noti.

## Distribuzione e habitat
Questa specie è diffusa nell'Africa occidentale ed orientale, dal Gambia fino all'Uganda nord-orientale ad est.
Vive in boschi di Isoberlinia, foreste pluviali di pianura, foreste ripariali e secche con presenza di grotte ed ammassi rocciosi.

## Conservazione
La IUCN Red List, considerato il vasto areale, la tolleranza alle modifiche ambientali e la popolazione presumibilmente numerosa, classifica H.abae come specie a rischio minimo (Least Concern)).